# Charles Spiteri
Charles Spiteri (Birchircara, 13 febbraio 1944 – 26 marzo 2025) è stato un calciatore maltese, di ruolo difensore.

## Carriera

### Nazionale
Collezionò otto presenze con la propria Nazionale.